# Turbonilla kurtzii
Turbonilla kurtzii är en snäckart som beskrevs av Mazyck 1913. Turbonilla kurtzii ingår i släktet Turbonilla och familjen Pyramidellidae. Inga underarter finns listade i Catalogue of Life.